# 2023년 바다흐샨 지진
2023년 바다흐샨 지진은 2023년 3월 21일 아프가니스탄 바다흐샨주에서 일어난 모멘트 규모 Mw6.5, 진원 깊이 약 187 km의 중발지진이다. 진앙 인근 아프가니스탄 외에도 인도, 파키스탄, 타지키스탄 등에서 여러 피해가 발생했다.

## 지질학적 환경
대륙 지각 사이의 충돌로 형성된 히말라야산맥은 지진이 자주 발생하는 지역이다. 아프가니스탄은 유라시아판의 남쪽 끝에 있다. 아프가니스탄의 지진 대부분은 역단층, 충상단층, 주향이동단층에서 발생한다. 이 지역에서는 최대 규모 M7.5의 큰 지진이 평균 15년을 주기로 발생한다. 이런 지진은 깊이 170~280 km 사이의 역단층에서 발생하는 중발지진이다. 이 지진은 판 경계에서 발생하는 지진이 아닌, 인도판이 힌두쿠시산맥 안쪽으로 섭입하면서 섭입해 들어간 인도판 내부에서 발생한다. 인도판이 거의 수직에 가까운 각도로 맨틀 속으로 섭입되며 늘어지고 '찢어지기' 시작하다가 결국 판이 분리된다. 이런 작용으로 지각에 쌓이는 응력이 특히나 단층에 더 몰리며 파열되면 지진이 발생한다. 한편 이보다 더 얕은 깊이에서 발생하는 천발지진도 종종 관측되는데 특히나 우수향 주향이동단층인 차만 단층 등이 남북 방향 지진대와 연관이 깊은데 북쪽으로 갈수록 수렴 각도가 점점 커지면서 인도판과 유라시아판 사이 사교섭입대도 같이 합쳐진다.

## 지진
미국 지질조사국은 이 지진의 모멘트 규모를 Mw6.5라고 분석했고, 파키스탄 기상부는 지진의 규모를 M6.5라고 분석했다. 처음에는 지진의 규모를 Mw7.7이라 보고했다. 유럽-지중해 지진학 센터(EMSC) 보고에 따르면 파키스탄, 인도, 우즈베키스탄, 타지키스탄, 카자흐스탄, 키르기스스탄, 아프가니스탄, 투르크메니스탄 등 반경 1,000 km 내 지역의 2억 8,500만명이 지진을 감지했다.

## 피해

### 아프가니스탄
아프가니스탄의 9개 주에서 최소 10명이 사망했고 80명이 부상을 입었으며 주택 665채 이상이 파괴되었다. 라그만주에서는 2명이 사망, 25명이 부상을 입었으며 주택 22채가 붕괴되었다. 타하르주에서는 주택 20채가 붕괴되고 1명이 사망했으며 5명이 부상을 입었다. 판지시르주에서는 건물 3채가 심각한 피해를 입고 3명이 부상을 입었다. 진앙이 있는 바다흐샨주에서는 1명이 부상을 입고 건물 70채가 붕괴되며 50채가 피해를 입었다. 카불주에서는 1명이 사망하고 주택 1채가 붕괴되었다. 낭가르하르주에서는 주택 5채가 붕괴되었다.

### 파키스탄
지진의 흔들림은 이슬라마바드, 라왈핀디, 라호르, 퀘타, 페샤와르에서도 느껴졌다. 카이베르파크툰크와주의 스와트구에서는 벽이 무너져 10대 1명이 사망하고 경찰서가 피해를 입었다. 이 구 전체에서 벽 붕괴로 2명이 사망했고 또 다른 어린이 1명도 사망했다. 스와트구 전체에서 정전이 발생하고 곳곳에 피해가 일어나 총 250명이 부상을 입었다. 만세흐라에서는 여성 1명이 심장마비로 사망했다. 저디르구에서는 지진과 관련된 압사 사고로 1명이 사망했고, 벽 붕괴로 남녀 한명씩 사망했으며 그 외 여러 이유로 43명이 부상을 입었다. 카라코람 하이웨이도 산사태로 도로가 일부 끊겼다. 이슬라마바드에선 1명이 심장마비로 사망하고 다층 건물이 지진으로 손상을 입었다. 바주르구에서도 사망자가 발생했다. 라왈핀디에서는 붕괴 위험이 있다고 판단해 대피령을 내린 6채 건물을 포함해 여러 건물이 피해를 입었다. 도시에서 2명이 부상을 입고 대피 과정에서 발생한 공황으로 2명이 의식을 잃었다. 아보타바드에서는 1명이 공황으로 사망했다. 마르단구에서는 경찰서 벽이 무너져 부상자가 발생했다. 스와비구에서는 5명이 부상을 입었다. 부네르구에서는 주택 수십 채가 붕괴되고 40명이 부상을 입었다.

### 인도
지진의 흔들림은 잠무 카슈미르, 펀자브주, 히마찰프라데시주, 하리아나주, 라자스탄주, 우타라칸드주, 국가 수도 지역 등 북인도 대부분에서 관측되었다. 잠무 카슈미르 일부 지역에서 전기와 무선전화 서비스가 중단되었다. 푼치에서는 주택이 무너져 여성 1명이 부상을 입었고, 이웃한 나우세라와 함께 곳곳에서 주택 벽이 갈라지거나 담장이 붕괴되는 피해가 있었다. 주도인 스리나가르에서도 일부 주택 벽이 갈라졌다. 델리에서는 일부 건물에 금이 가거나 기울어지는 피해가 있었다.

### 기타 국가
타지키스탄 루다키구에서는 집 한채가 파괴되어 거주자들이 대피했다. 또한 흔들림의 강도는 약했지만 카자흐스탄 심켄트의 고층 건물엔 벽이 갈라지고 석고가 떨어지는 등의 피해가 있었다.

## 같이 보기
- 아프가니스탄의 지진 목록
- 인도의 지진 목록
- 파키스탄의 지진 목록
- 2023년 헤라트 지진
- 2023년 지진